# Andreas Hüneke
Andreas Hüneke (* 9. März 1944 in Wurzen; † 1. Oktober 2024 in Potsdam) war ein deutscher Kunsthistoriker und Provenienzforscher.

## Leben
Da dem Sohn eines evangelischen Pfarrers in der DDR die Möglichkeit, regulär Abitur zu machen, verwehrt wurde, besuchte er ein kirchliches Seminar und arbeitete als Theatermaler und Beifahrer. Daneben machte er eine Ausbildung zum Plakatmaler und besuchte die Abendschule bis zum Abitur.
Von 1965 bis 1970 studierte er Evangelische Theologie und Kunstgeschichte an der Universität Halle. Anschließend war er bis 1977 wissenschaftlicher Mitarbeiter an der Staatlichen Galerie Moritzburg Halle. Nach einem Jahr als Redakteur am Allgemeinen Künstlerlexikon in Leipzig war er ab 1978 freiberuflich als Kunsthistoriker, Kritiker und Ausstellungskurator tätig. Seit 1982 lebte er in Potsdam. Er „wurde über Jahrzehnte und bis zur deutschen Vereinigung durch den Staatssicherheitsdienst der DDR schikaniert und in seiner beruflichen Entfaltung eingeschränkt.“
Seit 2003 war er an der Forschungsstelle Entartete Kunst am Kunsthistorischen Institut der Freien Universität Berlin tätig, verbunden mit einem Lehrauftrag.
Hüneke forschte schon seit den 1970er Jahren über das Schicksal von Kunstwerken, die im Rahmen der Aktion Entartete Kunst beschlagnahmt worden waren, und gilt als einer der Experten auf diesem Gebiet. 1997 konnte er im Londoner Victoria and Albert Museum die Harry-Fischer-Liste identifizieren.
Er war Gründer und Vorsitzender des Potsdamer Kunstvereins und langjähriger ehrenamtlicher Vizepräsident des Internationalen Kunstkritikerverbands AICA. Hüneke war mit der Kunsthistorikerin und Potsdamer Kommunalpolitikerin Saskia Hüneke verheiratet.

## Ehrungen
- 2012: Ehrendoktorwürde der Martin-Luther-Universität Halle-Wittenberg
- 2013: Bundesverdienstkreuz am Bande[3]